# Никольское (Томская область)
Нико́льское — село в Кривошеинском районе Томской области, Россия. Входит в состав Иштанского сельского поселения.

## История
В 1926 году село Николаевское состояло из 302 хозяйств, основное население — русские. В административном отношении являлось центром Николаевского сельсовета Кривошеинского района Томского округа Сибирского края.

## Население
| 1926 | 2002 | 2010 | 2012 | 2013 | 2014 | 2015 |
| ---- | ---- | ---- | ---- | ---- | ---- | ---- |
| 1323 | ↘352 | ↘218 | ↘212 | ↘196 | ↘189 | ↗191 |
| 2021 |      |      |      |      |      |      |
| ↗239 |      |      |      |      |      |      |

## Известные уроженцы
- Шелудяков, Александр Григорьевич (1928—2010) — советский и российский писатель, автор произведений о коренных народах Нарымского края.